# الفاتح (رواية)
الفاتح هي رواية للكاتبة جورجيت هاير، تم تأليفها على أساس حياة ويليام الفاتح.

## ملخص الحبكة
انها تؤرخ لحياة وليام النورماندي (الفاتح) من ولادته في 1028 لغزوه لإنجلترا في عام 1066. الابن الغير شرعى لروبرت ودوق نورماندى المستقبلي، كان على ويليام أن يحارب من أجل أن يثبت نفسه أمام كلا من شعبه وأعداءه. بعد انتصاره في المعركة عليه أن يثبت نفسه أمام ماتيلدا، ابنه الكونت بلدوين من فلاندرز، لكى يكسب حبها.